# Jüdischer Friedhof (Český Těšín)
Koordinaten: 49° 45′ 24,5″ N, 18° 36′ 13,7″ O

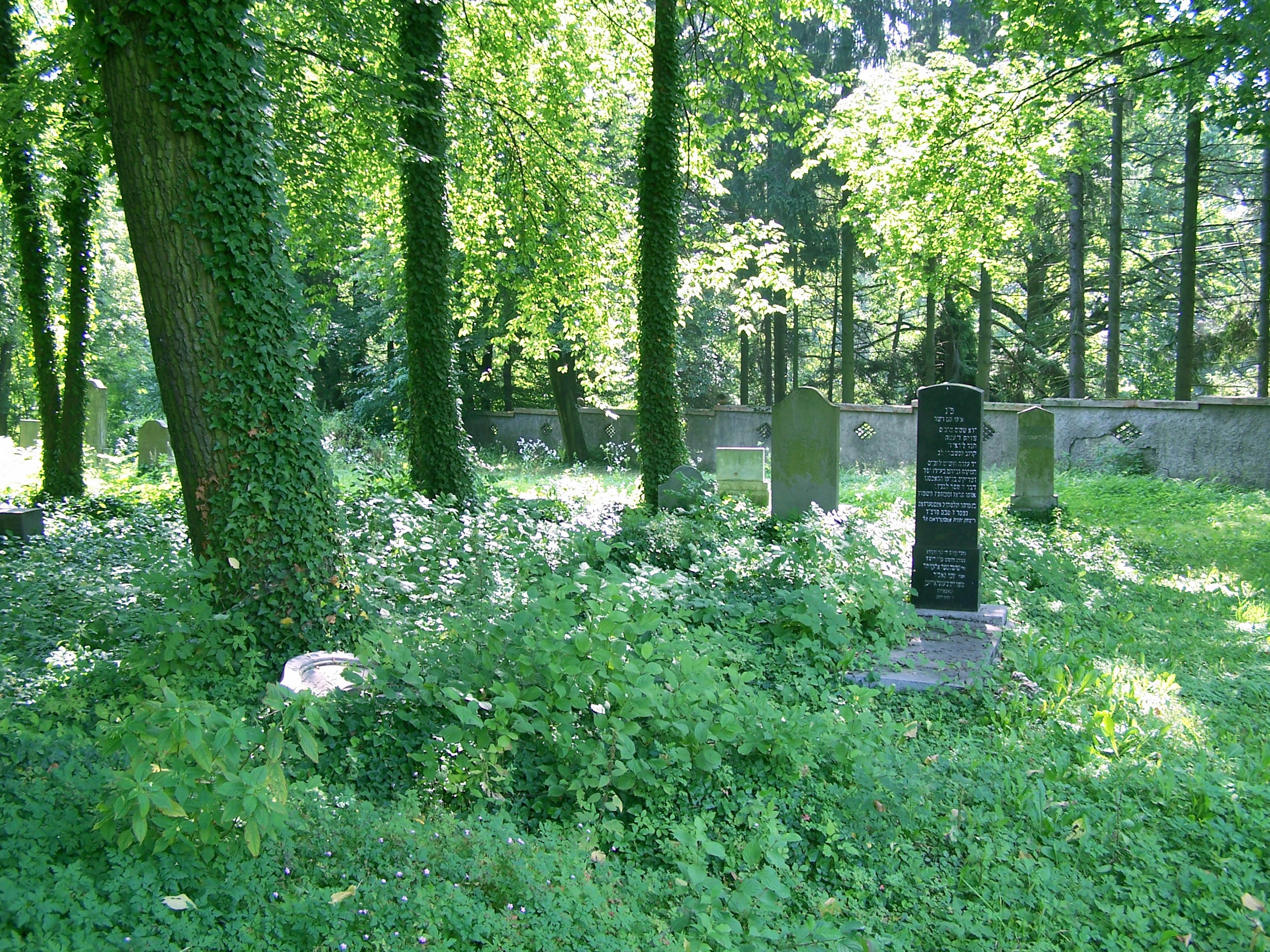
Jüdischer Friedhof in Český Těšín

Der Jüdische Friedhof in Český Těšín (deutsch Tschechisch-Teschen), einer tschechischen Stadt im Okres Karviná, wurde 1924 angelegt. Der jüdische Friedhof liegt am westlichen Stadtrand.
Auf dem circa 3000 Quadratmeter großen Friedhof sind noch wenige Grabsteine mit tschechischen und deutschen Inschriften vorhanden.